# Dipodomys venustus
Espèce
Statut de conservation UICN

 LC  : Préoccupation mineure
Dipodomys venustus, est une espèce de Rongeurs de la famille des Heteromyidae. C'est un petit mammifère qui fait partie des rats-kangourous d'Amérique. Cet animal est endémique de Californie, aux États-Unis. 
L'espèce a été décrite pour la première fois en 1904 par Clinton Hart Merriam.

## Liste des sous-espèces
Selon Mammal Species of the World (version 3, 2005)  (2 juin 2016) et ITIS (2 juin 2016) :
- sous-espèce Dipodomys venustus elephantinus - NCBI la donne pour une espèce à part entière : Dipodomys elephantinus[3]
- sous-espèce Dipodomys venustus sanctiluciae
- sous-espèce Dipodomys venustus venustus